# Troy Aikman
Troy Keneth Aikman (* 21. listopadu 1966) je bývalý hráč amerického fotbalu a člen americké fotbalové síně slávy Pro Football Hall of Fame. Celou svoji dvanáctiletou kariéru v National Football League strávil v týmu Dallas Cowboys na pozici quarterbacka.
Aikman patří mezi nejlepší quarterbacky, kteří se kdy pohybovali po fotbalových hřištích. Už jako mladý ukazoval na plno své umění, což se následně promítlo v draftu NFL 1989, kdysi ho tým Dallas Cowboys vybral jako celkovou jedničku. V týmu se ihned propracoval na pozici prvního quarterbacka a spolu s Emmittem Smithem a Michaelem Irvinem vytvořili slavné trio přezdívané "The Triplets".
Rok 1991 pro něj znamenal první velký úspěch, když se jeho tým probojoval až do divizního playoff proti Detroit Lions, kterým však podlehli 38:6. Následující rok proklouzli až do finále Super Bowlu, kde dokázali přehrát Buffalo Bills 52:17. Aikman v něm byl vyhlášen nejužitečnějším hráčem. Následující rok úspěch zopakovali, když ve finále porazili znovu Buffalo Bills, tentokrát 12:4. O dva roky později se Dallasu znovu podařilo postoupit do finále, kde Aikman dosáhl na své třetí a poslední vítězství v Super Bowlu. V roce 1995 se mu pak podařilo stát se prvním hráčem v historii Dallas Cowboys, kterému se podařilo tři sezóny za sebou nasbírat 3000 yardů. O další čtyři roky později pak zakončil svou veleúspěšnou kariéru.
V roce 2005 byl uveden do fotbalové síně slávy Pro Football Hall of Fame. V současnosti působí jako spolukomentátor televizní stanice Fox.

## Úspěchy
- Super Bowl winner (1992, 1993, 1995)
- 6x Pro Bowl selection (1991, 1992, 1993, 1994, 1995, 1996)
- Super Bowl MVP (1993)
- Walter Payton Man of the Year (1997)
- Davey O'Brien Award (1988)
- Dallas Cowboys Ring of Honor